# Vladimir Dedijer
Vladimir Dedijer (grafia cirillica: Владимир Дедијер) (Belgrado, 4 febbraio 1914 – Boston, 30 novembre 1990) è stato uno storico e politico jugoslavo, biografo ufficiale di Tito.

## La vita

### La Giovane Bosnia e gli scritti giovanili
Il padre, prof. Jefto Dedijer, era un amico del colonnello Dragutin Dimitrijević-Apis, il capo della società segreta serba Ujedinjenje ili Smrt (“Unificazione o la morte”). Uno zio, Konstantin Babić, era un Giovane bosniaco e fu ucciso all'età di diciannove anni.

Vladimir Dedijer quindi crebbe in un ambiente legato alla Giovane Bosnia, e di conseguenza, storicamente da ricondursi alla Bosnia della Prima guerra mondiale e alla nascita del Regno dei Serbi Croati e Sloveni (SHS) nel 1919.

Nel 1937 pubblicò uno scritto commemorativo (Festschrift) in occasione del ventesimo anniversario della morte di Vladimir Gaćinović, leader ideologico dei Giovani bosniaci. Ma il libro venne messo al bando dal governo della Jugoslavia. 
Dedijer coltivò questo interesse per il movimento dei Giovani bosniaci anche durante il periodo della Seconda guerra mondiale, specie in lunghe conversazioni con Veselin Masleša, eminente economista e filosofo bosniaco.

### La guerra partigiana e le cariche pubbliche
Durante la Seconda guerra mondiale, combatté nell'esercito partigiano di Tito e divenne l'editore del giornale “Borba”. Fu membro della sezione propaganda dello Stato Maggiore del KPJ. 
Dopo la guerra ricoprì diverse cariche pubbliche: fu un membro della delegazione jugoslava ai Trattati di Pace di Parigi (1946-1947); partecipò a diverse sessioni dell'Assemblea Generale delle Nazioni Unite (1945-1952); nel 1952 divenne un membro del Comitato Centrale del Partito Comunista Jugoslavo (CK SKJ).

Nel 1953 scrisse due saggi per la rivista Nova misao di Belgrado. In questi articoli criticava la tesi (assai diffusa) secondo cui il colonnello Apis e i suoi seguaci fossero progressisti. Lo stesso tema fu sviluppato in altri due articoli, presso le riviste Heute (pubblicato a Vienna, nel 1959) e Historical Journal (della Lund University, in Svezia nel 1960).

### Il processo del 1956 e gli studi all'estero
Nel 1956 fu processato assieme a Milovan Đilas (col quale collaborò nel quotidiano Borba e nella rivista Nova Misao). Vennero condannati tutti e due e il processo determinò l'esclusione dalla vita pubblica sia di Đilas che di Dedijer. L'evento segnò un terremoto nello SKJ che, dopo il 1948, subì un'ulteriore trasformazione interna.

Da allora in poi si dedicò alla storiografia e all'insegnamento all'Università di Belgrado e in altre Università negli Stati Uniti e nel Regno Unito.  Tra il 1960 e il 1963 ottenne una borsa di studio per ricerche. Collaborò così con diverse università d'Europa e d'America (St. Andrew's College di Oxford, Gran Bretagna; City College di New York, USA; Oxford University, Gran Bretagna; Lund University, Svezia; Studentersamfund, Oslo, Norvegia; Uppsala University, Svezia; Columbia University, USA; Harvard University, USA).

Nel 1966 fu presidente delle sessioni del Tribunale Russell.

## Opere

### Novi Prilozi: la biografia di Tito
Nel 1953 Dedijer pubblicò la sua opera principale ossia "Josip Broz Tito. Prilozi za biografiju" ("Josip Broz Tito. Suggerimenti per una biografia"). Il testo fu tradotto e pubblicato in diverse lingue europee ed extraeuropee. Fu pubblicato a puntate o spezzoni anche presso diversi giornali o emittenti radio europee. I punti principali di questa biografia sono: 
- La rottura di Tito con Stalin (1948)
- Le interviste dirette di Dedijer a Tito

Tra il 1972 e il 1981 Dedijer preparò la seconda versione dell'opera, che venne pubblicata nel 1981 col titolo  "Novi prilozi za biografiju Josipa Broza Tita" ("Nuovi suggerimenti per una biografia di Josip Broz Tito").

Più tardi, tra il 1981 e il 1984, vennero pubblicati altri tre spessi volumi di "Novi prilozi". Nel 1982 venne organizzata una tavola rotonda sui libri e le biografie di Dedijer. Alcuni critici notarono come nei quaderni degli anni '80 si nota un carattere diverso rispetto alla prima versione del 1953: meno sistematici, questi quaderni si presentano come una sorta di "svaštara" (letteralmente, almanacco) nei quali erano state aggiunte nuove informazioni su Tito e gli uomini che egli frequentava. 
Nel 2000 uscì una biografia di Tito, scritta da Jasper Ridley che fa riferimento anche alle opere di Dedijer.

Negli anni '90 la critica jugoslava e post-jugoslava ha sottolineato (sulla base dei quaderni degli anni '80)  come Dedijer si sia progressivamente avvicinato al nazionalismo serbo.

### Altri scritti
The Road to Sarajevo, discute le origini della Prima guerra mondiale. Anche questo testo fu tradotto in parecchie lingue.

Tra gli scritti di Dedijer alcuni ebbero una forte risonanza politica. Uno di questi era the Yugoslav Auschwitz and the Vatican: The Croatian Massacre of the Serbs During World War II. Il testo ebbe un forte impatto nell'opinione pubblica jugoslava, divenendo probabilmente uno dei nodi storiografici della tarda Jugoslavia.